# مستنبت محدد التركيب الكيميائي
إن المستنبت محدد التركيب الكيميائي هو مستنبت مناسب لـزرع الخلايا البشرية أو الخلايا الحيوانية في المختبر الذي يكون معروفًا فيه جميع المكونات الكميائية. عرف جايمي (Jayme) وسميث (Smith) (2000) المستنبت محدد التركيب الكيميائي على أنه «صياغة قاعدية قد تكون أيضًا خالية من البروتين ولا تتكون كيميائيًا إلا من المكونات منخفضة التكوين الجزيئي المعرفة بيوكيميائيًا».
يكون المستنبت محدد التركيب الكيميائي خاليًا تمامًا من أي مكونات مستمدة من الحيوانات ويمثل بيئة زرع الخلايا الأنقى والأكثر اتساقًا. بحكم التعريف، لا يتضمن المستنبت محدد التركيب الكيميائي أيًّا من مصل جنين البقر أو ألبومين المصل البقري أو ألبومين المصل البشري حيث تُستمد تلك المنتجات من مصادر بقرية أو بشرية ويحتوي على خليط معقد من الألبومينات والدهون.
يُضاف المصل أو الألبومين الحيواني بصورة روتينية إلى وسيط الاستنبات على أنه أحد مصادر المواد الغذائية وغيرها من العوامل غير المحددة. تشمل العيوب الفنية لاستخدام المصل طبيعته غير المعروفة والتغير في التكوين من دفعة إلى دفعة واحتمالية التلوث. هناك مخاوف متزايدة بشأن الحيوانات التي تعاني من الإصابة أثناء جمع المصل الذي يضيف واجبًا أخلاقيًّا لعدم استخدام المصل كلما كان ذلك ممكنًا.
يختلف المستنبت محدد التركيب الكيميائي عن الوسط الخالي من المصل حيث إن ألبومين المصل البقري أو ألبومين المصل البشري ذا النسخة المترابطة المعرفة كيميائيًا (التي تفتقد إلى دهون الألبومين المترابطة) أو الكيمياء الاصطناعية مثل الكحول عديد الفاينيل الذي يمكنه إعادة إنتاج بعض وظائف ألبومين المصل البقري أو ألبومين المصل البشري. المستوى التالي من المستنبات المحددة، وهو المستنبت الأقل من المستنبت محدد التركيب الكيميائي، يكون عبارة عن مستنبت خالٍ من البروتين. تحتوي هذه المستنبات على هيدروليستيت البروتين الحيواني وتكون معقدة الصياغة على الرغم من شيوع استخدامها في الحشرات أو زراعة خلايا مبيض الهامستر الصيني .

## فئات المستنبتات
يمكن تقسيم وسط الزراعة الحيواني إلى خمس مجموعات فرعية على أساس مستوى المستنبت محدد التركيب (جايمي وسميث، 2000): وهذا التعريف من الأدنى إلى الأعلى هو:
- المستنبت الذي يحتوي على المصل (عادة 10-20% من مصل جنين البقر)
- المستنبت قليل المصل (عادة 1-5% من مصل جنين البقر)
- المستنبت الخالي من المصل
- المستنبت الخالي من البروتين
- المستنبت محدد التركيب الكيميائي

## إساءة استخدام مصطلح المستنبت محدد التركيب الكيميائي
عادة ما يُساء استخدام مصطلح المستنبت محدد التركيب الكيميائي في الأبحاث للإشارة إلى المستنبت الذي يحتوي على ألبومين المصل. يمكن استخدام مصطلح «المستنبت محدد التركيب» أيضًا لوصف هذا النوع من المستنبتات. كثيرًا ما يُشار على سبيل الخطأ إلى تركيبات المستنبت التي تحتوي على مكملات المستنبت B27 وN2 (التي يقدمها الإينفيتروجن) على أنها مستنبت محدد التركيب الكيميائي (مثل ياو وآخرين؛ 2006) على الرغم من أن هذا المنتج الذي يحتوي على ألبومين المصل البقري (شين وآخرون، 2008) الذي يستخدم التعريفات السابق ذكرها يُشار إليه على أنه مستنبت خالٍ من المصل.

## المكملات الشائعة لإنشاء مستنبت خالٍ من المصل
يُضاف إلى المستنبت الخالي من المصل ألبومين المصل البقري أو البشري والدهون الإنسولين والترانسفيرين والسيلينيوم والثيول مثل 2- المركابتويثانول أو 1-المركابتويثانول
تشمل المتغيرات الأخرى من المستنبت الخالي من المصل:
المستنبت الخالي من البروتين الحيواني والذي يحتوي على ألبومين المصل البشري والترانسفيرين البشري والإنسولين البشري باستثناء الدهون المشتقة من الحيوانات.
المستنبت الخالي من الاكسينو والذي يحتوي على ألبومين المصل البشري والترانسفيرين البشري والإنسولين البشري والدهون محددة التركيب الكيميائي.
المستنبت المأشوب الخالي من الاكسينو والذي يحتوي على ألبومين المصل البشري المأشوب أو البديل الاصطناعي والإنسولين البشري المأشوب والترانسفيرين البشري المأشوب والدهون محددة التركيب الكيميائي.

## وصلات خارجية
- GIBCO Perspectives in Cell Culture
- Invitrogen Guide to Serum-Free Culture
- TNC Bio list of Chemically Defined products